# Sonya Talagi
Pour les articles homonymes, voir Talagi.
Sonya Talagi est une femme politique niuéenne.

## Biographie
Fille de Sir Toke Talagi, le Premier ministre de Niué de 2008 à 2020, elle travaille un temps pour une agence de tourisme à Alofi (la capitale du pays), puis devient directrice de l'administration publique des transports au ministère des Infrastructures,.
Trois ans après la mort de son père, elle est élue députée au Parlement de Niué aux élections de 2023, remportant un siège de justesse à deux voix près. Elle y rejoint son oncle Billy Talagi, ancien ministre,. Le 12 mai, elle est nommée ministre des Services sociaux dans le gouvernement de Dalton Tagelagi, avec pour adjointe Maureen Melekitama. Son portefeuille ministériel couvre les domaines de la justice, de la culture et du patrimoine, de la santé, de l'éducation, des relations avec les autorités villageoises, et des sports.